# Franciszek Józef Cezary
Franciszek Józef Cezary (ur. 1632 w Krakowie, zm. przed grudniem 1665 tamże) – polski poeta.

## Życiorys
Urodził się w 1632 w Krakowie jako syn Franciszka i Barbary. Miał troje rodzeństwa, Annę, Stanisława (kanonika) oraz Jana Pawła. 
W 1647 roku rozpoczął studia na Uniwersytecie Jagiellońskim (wtedy Akademii Krakowskiej), a po studiach zajął się twórczością literacką. 
Był autorem głównie mów pogrzebowych, okolicznościowych oraz panegiryków. W 1654 roku uzyskał tytuł bakalaureata.